# Patto di non aggressione
Un patto di non aggressione o un patto di neutralità è un trattato tra due o più stati/paesi che include la promessa dei firmatari di non impegnarsi in azioni militari gli uni contro gli altri. Tali trattati possono essere descritti con altri nomi, come "trattato di amicizia" o "trattato di non belligeranza", ecc.
Leeds, Ritter, Mitchell e Long distinguono tra un patto di non aggressione e un patto di neutralità. Assumono che un patto di non aggressione includa la promessa di non attaccare gli altri firmatari del patto, mentre un patto di neutralità include la promessa di evitare il sostegno di qualsiasi entità che agisca contro gli interessi di uno qualsiasi dei firmatari del patto. L'esempio più facilmente riconosciuto della suddetta entità è un altro paese, stato nazionale o organizzazione sovrana che rappresenta una conseguenza negativa nei confronti dei vantaggi detenuti da una o più parti firmatarie.

## Storia
Nel XIX secolo i patti di neutralità sono stati storicamente utilizzati per dare il permesso, a un firmatario del patto, di attaccare o tentare di influenzare negativamente un'entità non protetta dal patto di neutralità. I partecipanti al patto di neutralità accettano di non tentare di contrastare un atto di aggressione compiuto da un firmatario del patto nei confronti di un'entità non tutelata dai termini del patto. Possibili motivazioni per tali atti da parte di uno o più dei firmatari dei patti includono il desiderio di prendere, o espandere, il controllo di risorse economiche, luoghi militarmente importanti, ecc.
Il patto Molotov-Ribbentrop del 1939 tra l'Unione Sovietica e la Germania nazista è fra gli esempi più noti di un patto di non aggressione. Il Patto è durato fino all'invasione tedesca del 1941 dell'Unione Sovietica nell'Operazione Barbarossa. Tali patti possono essere un dispositivo per neutralizzare una potenziale minaccia militare, consentendo ad almeno uno dei firmatari di liberare le proprie risorse militari per altri scopi. Ad esempio il Patto nippo-sovietico di non aggressione, firmato il 13 aprile 1941, permise all'Unione Sovietica di scongiurare la minaccia a est, da parte del Giappone, consentendo all'Armata Rossa di spostarsi dalla Siberia per poter affrontare i nazisti che avanzavano sul suolo sovietico e stavano per cimentarsi nella Battaglia di Mosca.
I dati di ATOP (The Alliance Treaty Obligations and Provisions) riportano 185 accordi, tra il 1815 e il 2018, che sono stati esclusivamente patti di non aggressione. Secondo i dati, 29 di questi patti sono stati registrati nel periodo interbellico con picchi di eventi nel 1960, 1970, 1979 e soprattutto all'inizio degli anni '90, quando un certo numero di stati dell'Europa orientale hanno firmato patti dopo la dissoluzione dell'Unione Sovietica.
Gli Stati con una storia di rivalità tendono a firmare patti di non aggressione al fine di prevenire futuri conflitti tra loro. I patti spesso facilitano lo scambio di informazioni che riducono l'incertezza che potrebbe portare a conflitti. Inoltre, il patto segnala alle nazioni terze che la rivalità si è ridotta e che si desiderano relazioni pacifiche. È stato riscontrato che le grandi potenze hanno maggiori probabilità di avviare conflitti militari contro i loro partner nei patti di non aggressione che contro Stati che non hanno alcun tipo di alleanza con loro.

## Elenco dei patti di non aggressione
| Firmatari                                                                        | Trattato                                            | Data di firma     |
| -------------------------------------------------------------------------------- | --------------------------------------------------- | ----------------- |
| Regno d'Inghilterra Regno di Francia Sacro Romano Impero Stato Pontificio Spagna | Trattato di Londra                                  | 1518              |
| Lituania Unione Sovietica                                                        | Patto di non aggressione lituano-sovietico          | 28 settembre 1926 |
| Grecia Romania                                                                   | Patto di non aggressione e arbitrato greco-rumeno   | 21 marzo 1928     |
| Afghanistan Unione Sovietica                                                     | Patto di non aggressione sovietico-afghano          | 24 giugno 1931    |
| Finlandia Unione Sovietica                                                       | Patto di non aggressione sovietico-finlandese       | 21 gennaio 1932   |
| Lettonia Unione Sovietica                                                        | Patto di non aggressione sovietico-lettone          | 5 febbraio 1932   |
| Estonia Unione Sovietica                                                         | Patto di non aggressione estone-sovietico           | 4 maggio 1932     |
| Polonia Unione Sovietica                                                         | Patto di non aggressione sovietico-polacco          | 25 luglio 1932    |
| Francia Unione Sovietica                                                         | Patto di non aggressione franco-sovietico           | 29 novembre 1932  |
| Italia Unione Sovietica                                                          | Patto italo-sovietico di amicizia e non aggressione | 2 settembre 1933  |
| Romania Turchia                                                                  | Patto di non aggressione rumeno-turco               | 17 ottobre 1933   |
| Turchia Jugoslavia                                                               | Patto di non aggressione turco-jugoslavo            | 27 novembre 1933  |
| Germania Polonia                                                                 | Patto di non aggressione tedesco-polacco            | 26 gennaio 1934   |
| Francia Unione Sovietica                                                         | Patto franco-sovietico                              | 2 maggio 1935     |
| Taiwan Unione Sovietica                                                          | Patto di non aggressione sino-sovietico             | 21 agosto 1937    |
| Afghanistan Iran Iraq Turchia                                                    | Trattato di Sadabad                                 | 25 giugno 1938    |
| Cecoslovacchia Ungheria Romania Jugoslavia                                       | Accordo Ungheria-Piccola Intesa                     | 22 agosto 1938    |
| Francia Germania                                                                 | La dichiarazione franco-tedesca                     | 6 dicembre 1938   |
| Danimarca Germania                                                               | Patto di non aggressione danese-tedesco             | 31 maggio 1939    |
| Estonia Germania                                                                 | Patto di non aggressione estone-tedesco             | 7 giugno 1939     |
| Germania Lettonia                                                                | Patto di non aggressione tedesco-lettone            | 7 giugno 1939     |
| Germania Unione Sovietica                                                        | Patto Molotov-Ribbentrop                            | 23 agosto 1939    |
| Siam Regno Unito                                                                 | Patto di non aggressione anglo-thailandese          | 12 giugno 1940    |
| Ungheria Jugoslavia                                                              | Patto di non aggressione ungherese-jugoslavo        | 12 dicembre 1940  |
| Unione Sovietica Jugoslavia                                                      | Patto di non aggressione sovietico-jugoslavo        | 6 aprile 1941     |
| Giappone Unione Sovietica                                                        | Patto nippo-sovietico di non aggressione            | 13 aprile 1941    |
| Germania Turchia                                                                 | Trattato di amicizia turco-tedesco                  | 18 giugno 1941    |
| Sudafrica Mozambico                                                              | Accordo di Nkomati                                  | 13 marzo 1984     |